# Стара Башта
Стара Башта (словац. Stará Bašta, угор. Óbást) — село, громада в окрузі Рімавска Собота, Банськобистрицький край, Словаччина. Кадастрова площа громади — 8,37 км². Населення — 333 особи (за оцінкою на 31 грудня 2017 р.).
Знаходиться за ~28 км на південний захід від адмінцентра округу міста Рімавска Собота та за ~2–3 км від кордону з Угорщиною.

## Історія
Поселення виникло в 12 столітті. Історичні згадки в джерелах під назвами: 1455-го року — Obasth, 1773 — O-Basth, 1920 — Stará Bašta; угор. Óbást.
1828-го року в селі налічувалося 45 будинків та 426 мешканців, які займалися сільським господарством.
1938-45 рр під окупацією Угорщини.
JRD засновано 1959 року.

## Географія
Село розташоване посередині Cerova vrchovina в долині притоки річки Ґортва на висоті 243-578 м над рівнем моря. (центр села — 272 м н.р.м.).
Найвища точка — гора Погански град (словац. Pohanský hrad, 578 м, 48°11′55″ пн. ш. 19°55′17″ сх. д.).

## Населення
| Рік:            | 1994. | 2004.    | 2014.    | 2024.   |
| --------------- | ----- | -------- | -------- | ------- |
| Кількість осіб: | 416   | 368      | 318      | 323     |
| Різниця:        |       | -11,53 % | -13,58 % | +1,57 % |

| Рік:            | 2023. | 2024.   |
| --------------- | ----- | ------- |
| Кількість осіб: | 319   | 323     |
| Різниця:        |       | +1,25 % |